# Parti socialiste du travail (Roumanie)
Le Parti socialiste du travail (en roumain : Partidul Socialist al Muncii, PSM) est un parti politique roumain nationaliste de gauche ayant existé entre 1990 et 2003.

## Résultats électoraux

### Élections parlementaires
| Année | Chambre des députés | Chambre des députés | Chambre des députés | Sénat   | Sénat | Sénat   | Rang | Gouvernement               |
| Année | Voix                | %                   | Mandats             | Voix    | %     | Mandats | Rang | Gouvernement               |
| ----- | ------------------- | ------------------- | ------------------- | ------- | ----- | ------- | ---- | -------------------------- |
| 1992  | 330 378             | 3,0                 | 13 / 341            | 349 470 | 3,2   | 5 / 143 | 7e   | Soutien sans participation |
| 1996  | 262 563             | 2,2                 | 0 / 343             | 265 659 | 2,2   | 0 / 143 | 8e   | Extra-parlementaire        |
| 2000  | 96 636              | 0,9                 | 0 / 345             | 91 027  | 0,7   | 0 / 140 | 11e  | Extra-parlementaire        |

### Élections présidentielles
| Année | Candidat        | 1er tour | 1er tour | 2d tour | 2d tour |
| Année | Candidat        | %        | Rang     | %       | Rang    |
| ----- | --------------- | -------- | -------- | ------- | ------- |
| 1996  | Adrian Păunescu | 0,7      | 9e       |         |         |